# Creeksea
Creeksea – wieś w Anglii, w hrabstwie Essex, w dystrykcie Maldon. Leży 24 km na południowy wschód od miasta Chelmsford i 65 km na wschód od Londynu.